# Eggstätt-Hemhofer Seenplatte

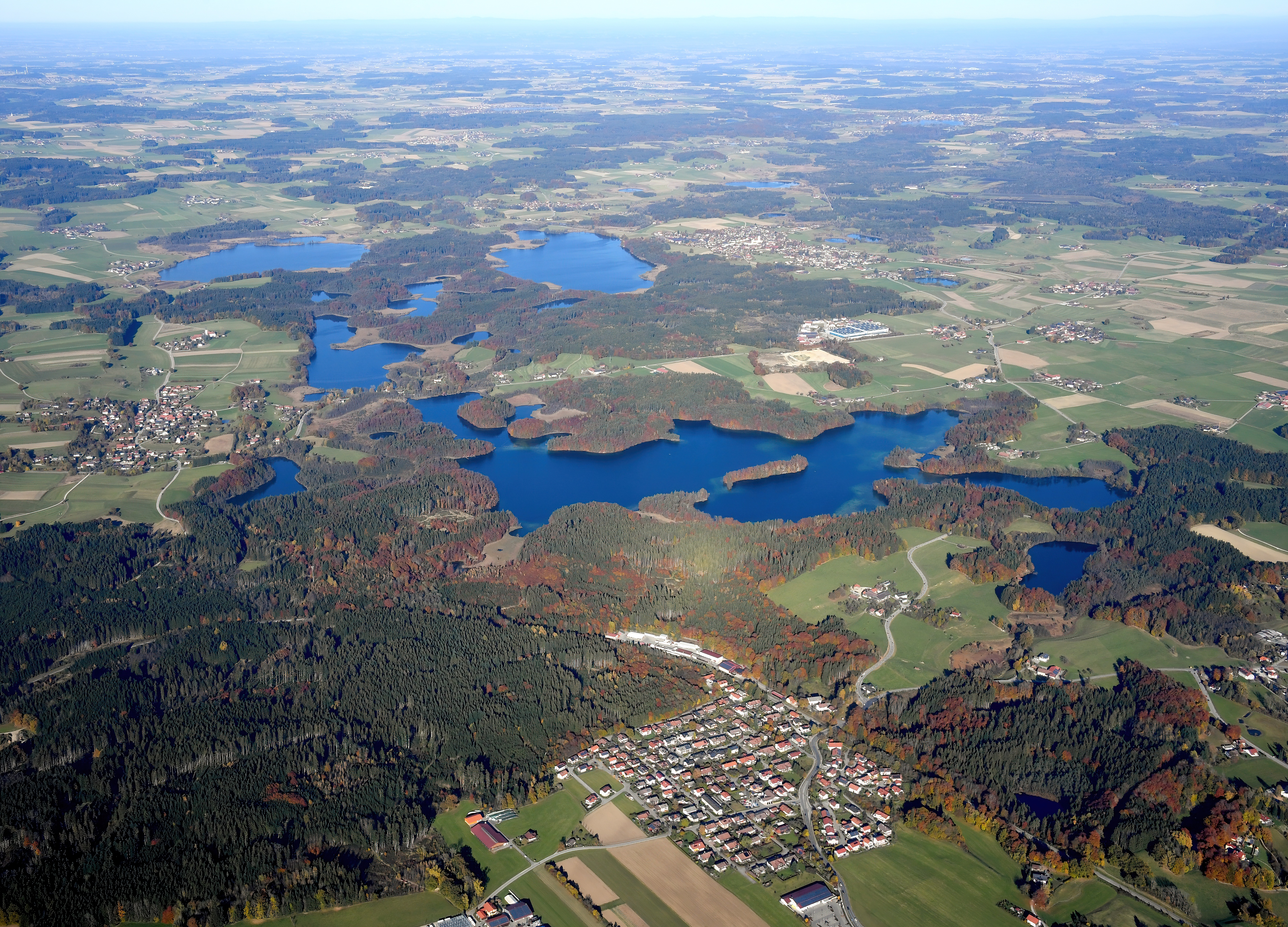
Luftbild der Eggstätt-Hemhofer Seenplatte mit dem Pelhamer See (oben links), dem Hartsee (oben rechts), dem Kautsee (rechts unterhalb des Pelhamer Sees), dem Schloßsee (unterhalb des Pelhamer Sees), dem Langbürgner See (rechts unterhalb des Schloßsees), dem Stettner See (rechts unterhalb des Langbürgner Sees) und dem Thaler See (links des Langbürgner Sees)

Die Eggstätter Seen, korrekt Eggstätt-Hemhofer-Seenplatte, seltener auch als Hemhof-Eggstätter Seenplatte bezeichnet, sind eine Gruppe von 18 Einzelseen mit einer Gesamtfläche von rund 3,5 km² nordwestlich des Chiemsees in den Gemeindebereichen von Eggstätt, Breitbrunn am Chiemsee, Rimsting und Bad Endorf im Landkreis Rosenheim. Die Orte Eggstätt im Nordosten sowie Hemhof im Westen (1978 nach Bad Endorf eingemeindet) sind namensgebend. Die Seenplatte gilt neben der Osterseengruppe und den Seeoner Seen als bedeutendste Eiszerfallslandschaft des bayerischen Alpenvorlandes. Ein Teil dieser Landschaft bildet das älteste Naturschutzgebiet Bayerns.

## Beschreibung
Die größten fünf Seen (von Süden nach Norden Langbürgner See, Schloßsee, Kautsee, Hartsee und Pelhamer See) sowie einige kleinere Seen sind untereinander durch Wasserläufe mit geringem Gefälle nach Norden verbunden. Es handelt sich um grundwassergespeiste Toteislöcher ohne nennenswerten oberirdischen Zufluss. Der Hartsee, mit 39,1 m der tiefste See, entwässert über die Ischler Achen zum Eschenauer See und weiter zur Alz.
Der Eschenauer See wird ebenso wie die übrigen Seen im Weitmoos nördlich und östlich von Eggstätt nicht zu den Eggstätter Seen gerechnet. Er gehört ebenso wie der Laubensee bereits zum Landkreis Traunstein (Gemeinde Pittenhart).
Die Seenplatte ist vom Bayerischen Landesamt für Umwelt als wertvolles Geotop (Geotop-Nummer: 187R001) ausgewiesen.

## Seen

### Eggstätter Seen
von Süden nach Norden, in Klammern die Gemeinde
1. Stettner See 4,19 ha (Gemeinde Rimsting)
2. Langbürgner See 103,5 ha (ohne Insel (Robinsoninsel), rund 1,2 ha groß) (Gemeinde Bad Endorf)
3. Thaler See[3] 3,79 ha (Gemeinde Bad Endorf)
4. Schloßsee 26,79 ha (Gemeinde Bad Endorf)
5. Großer Kesselsee 8,10 ha (mit den übrigen 4 Kesselseen 10,24 ha) (Gemeinde Bad Endorf)
6. Einbessee 5,70 ha (Gemeinde Eggstätt)
7. Kautsee[4] 16,49 ha (Gemeinde Bad Endorf)
8. Blassee 3,26 ha (Gemeinde Bad Endorf)
9. Hartsee 86,64 ha (Gemeinde Eggstätt)
10. Pelhamer See 71,41 ha, mit einer 1,2 ha großen Insel im Norden (nur wenige Meter vom Ostufer entfernt) (Gemeinde Bad Endorf)
11. Egelsee 3,10 ha (Gemeinde Eggstätt)

### Weitere Seen im Weitmoos
1. Eschenauer See 18,38 ha, 3,1 m tief (Gemeinde Pittenhart)
2. Laubensee 3,58 ha, 2,2 m tief (Gemeinde Pittenhart)
3. Liensee 2,2 ha, entwässert über die Lienseeachen zum Eschenauer See (Gemeinde Eggstätt)
4. Hofsee (ohne Katzensee im Westen) 4,75 ha, 4,3 m tief, entwässert zum Liensee (Gemeinde Eggstätt)
5. Katzensee 1,4 ha, mit dem Hofsee über einen 40 m langen und 2 m breiten Wasserlauf verbunden (Gemeinde Eggstätt)

### Bilder der Seen der Eggstätt-Hemhofer Seenplatte

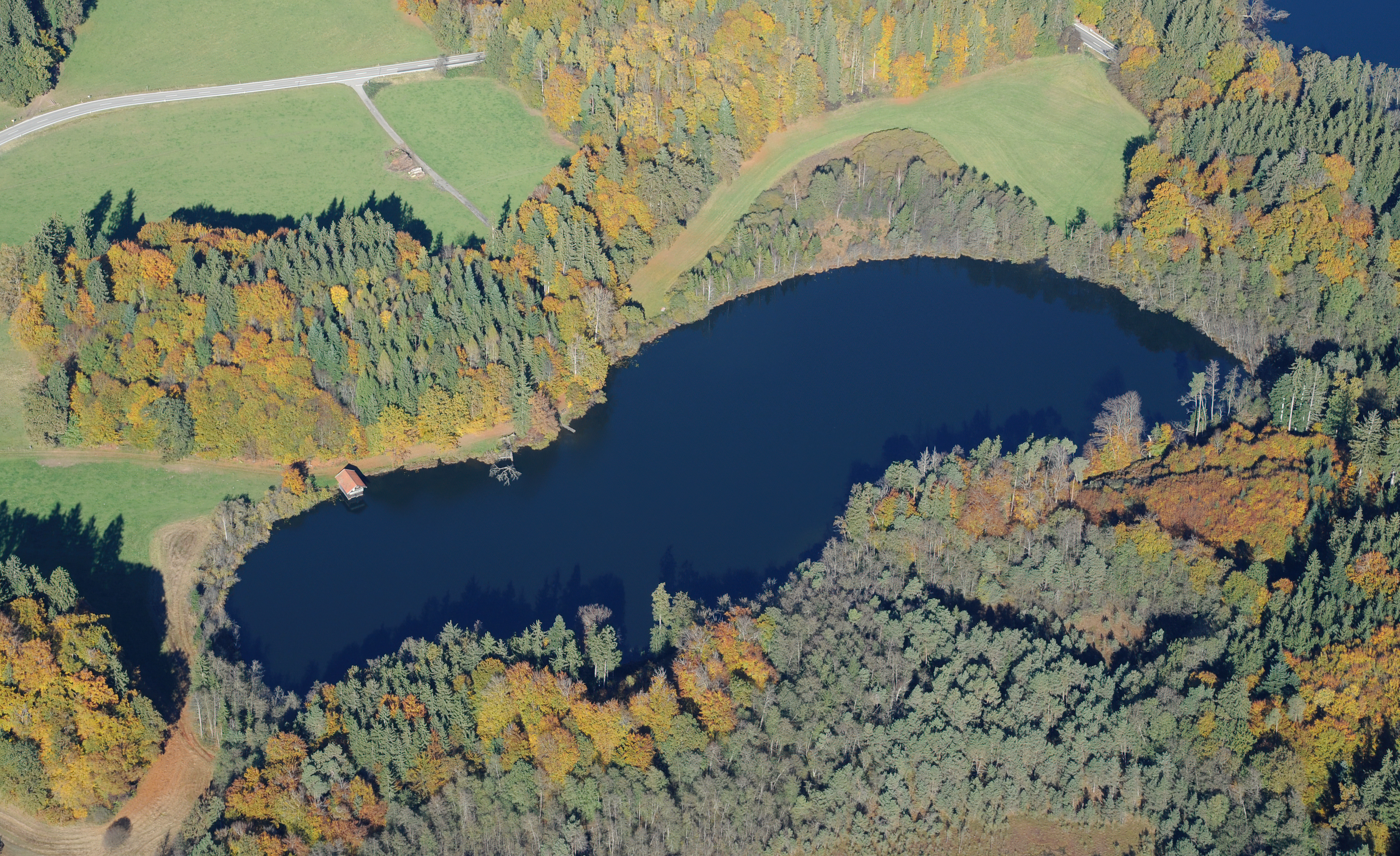
Stettner See
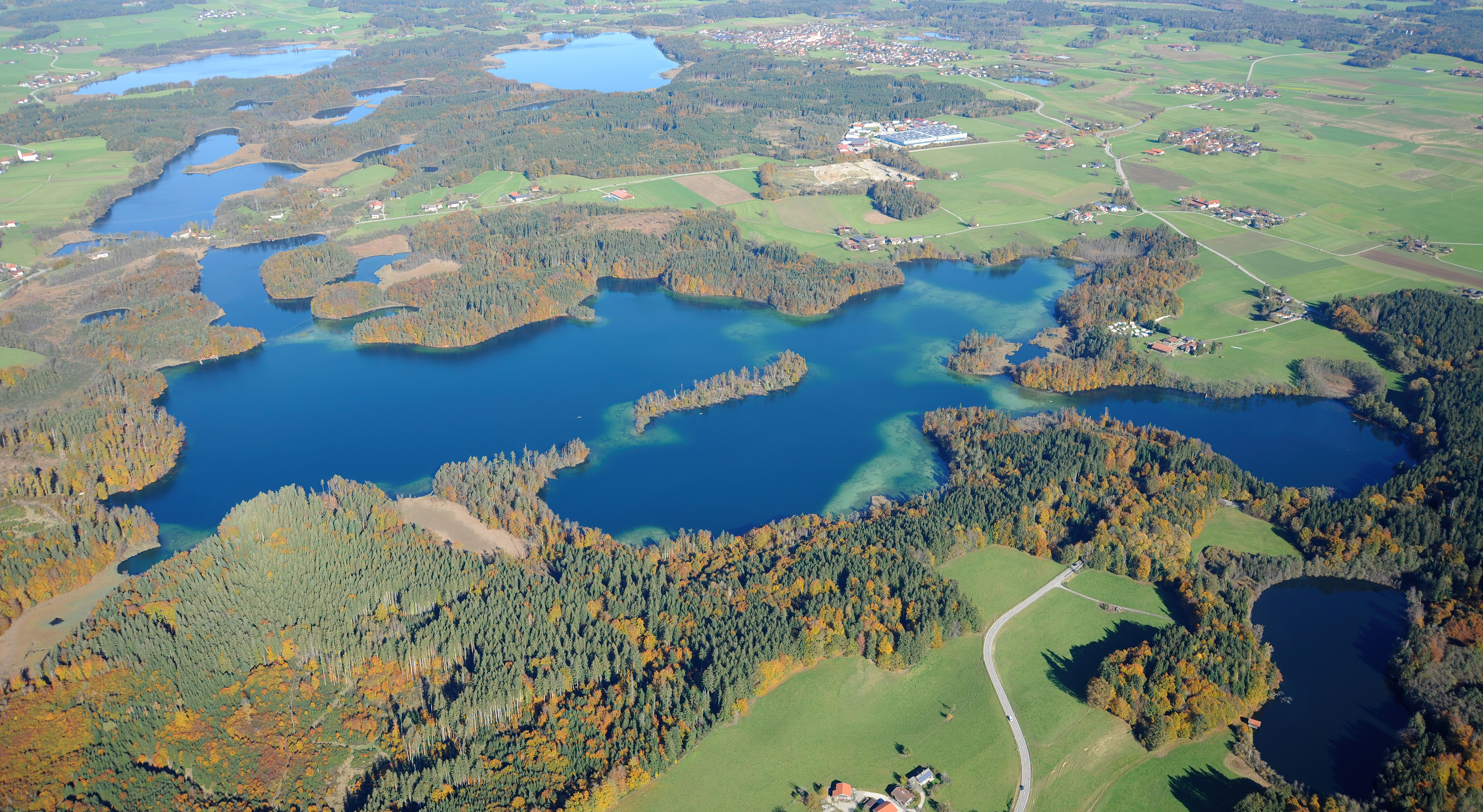
Langbürgner See
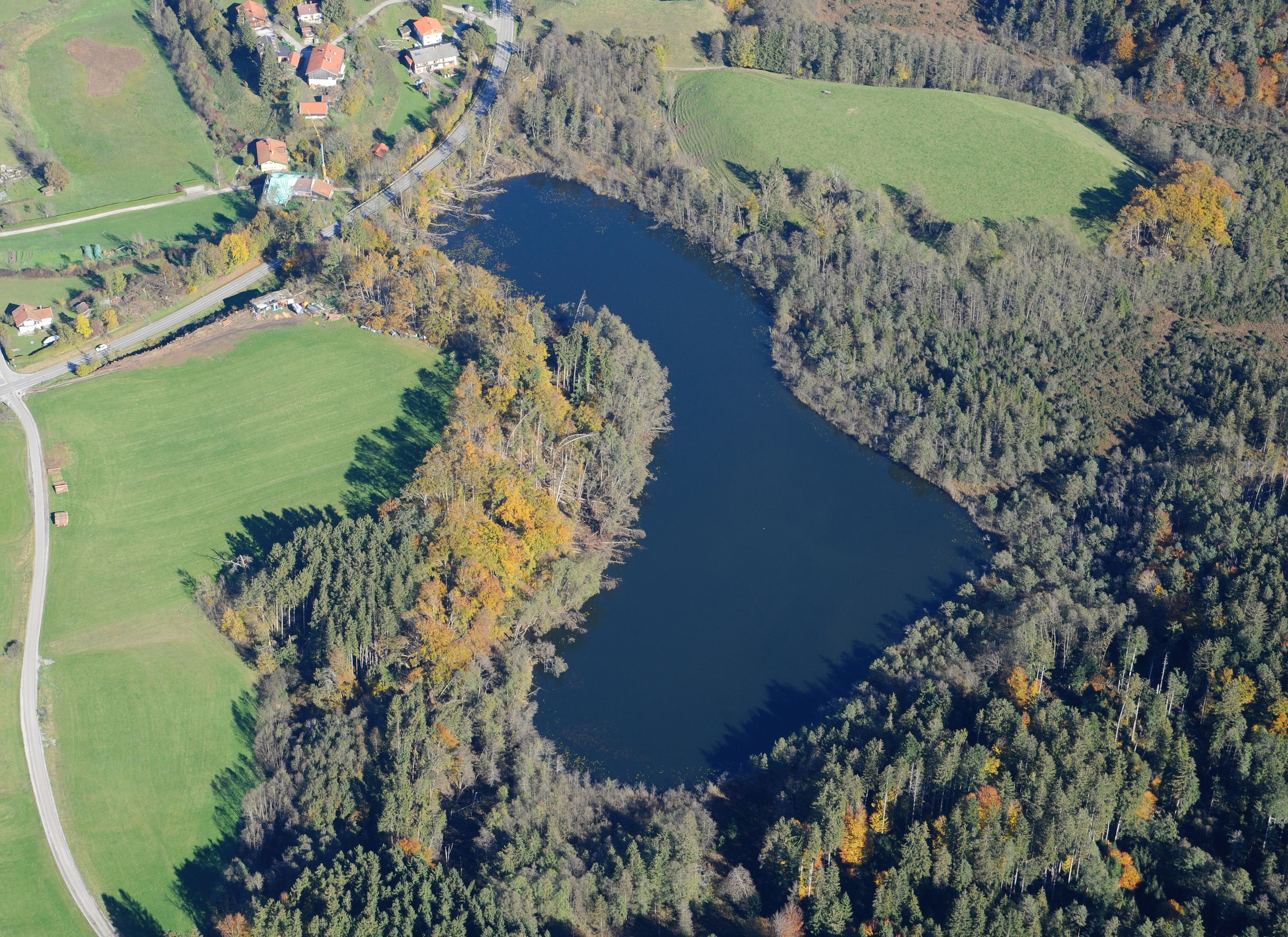
Thaler See
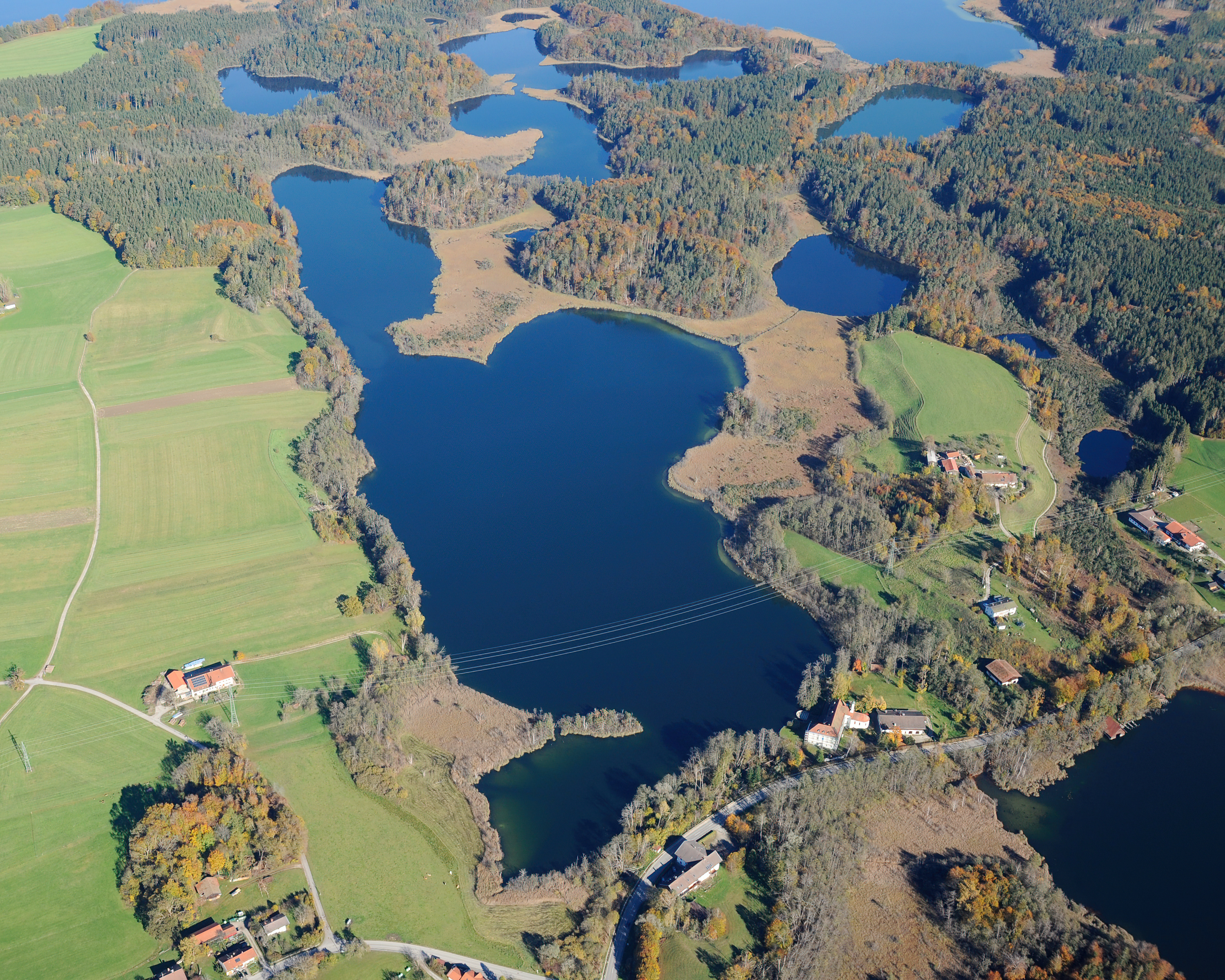
Schloßsee
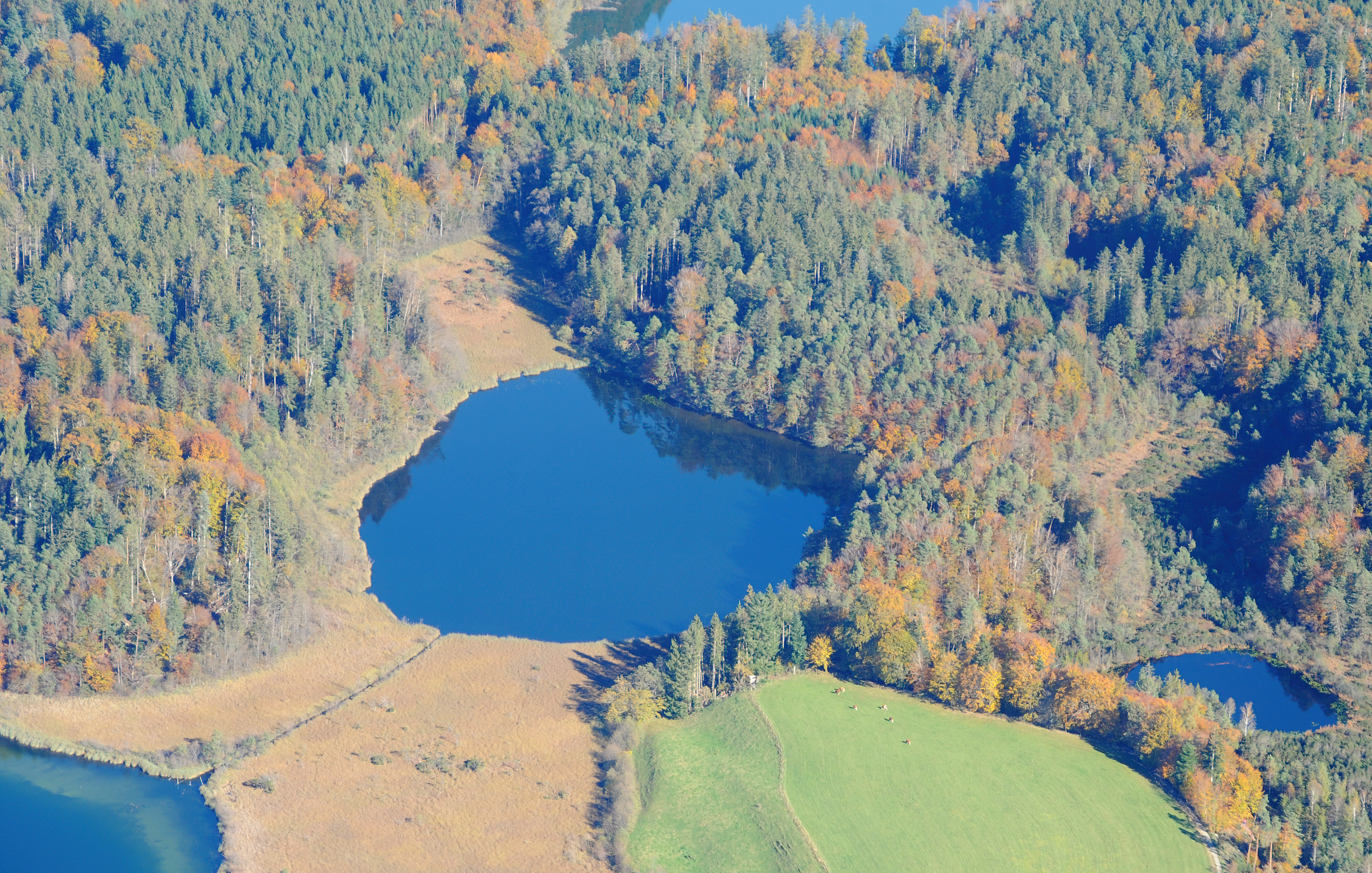
Großer Kesselsee
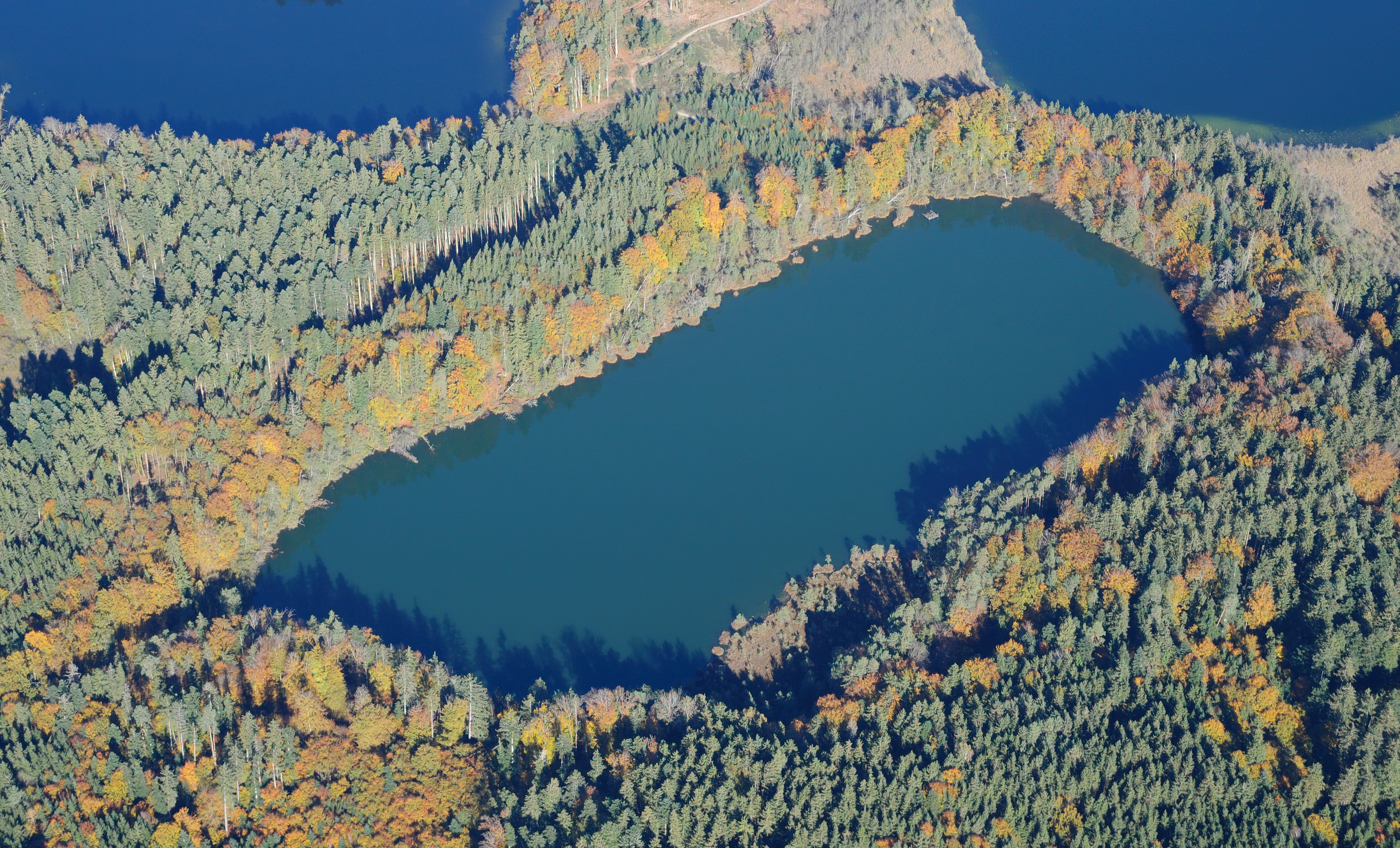
Einbessee
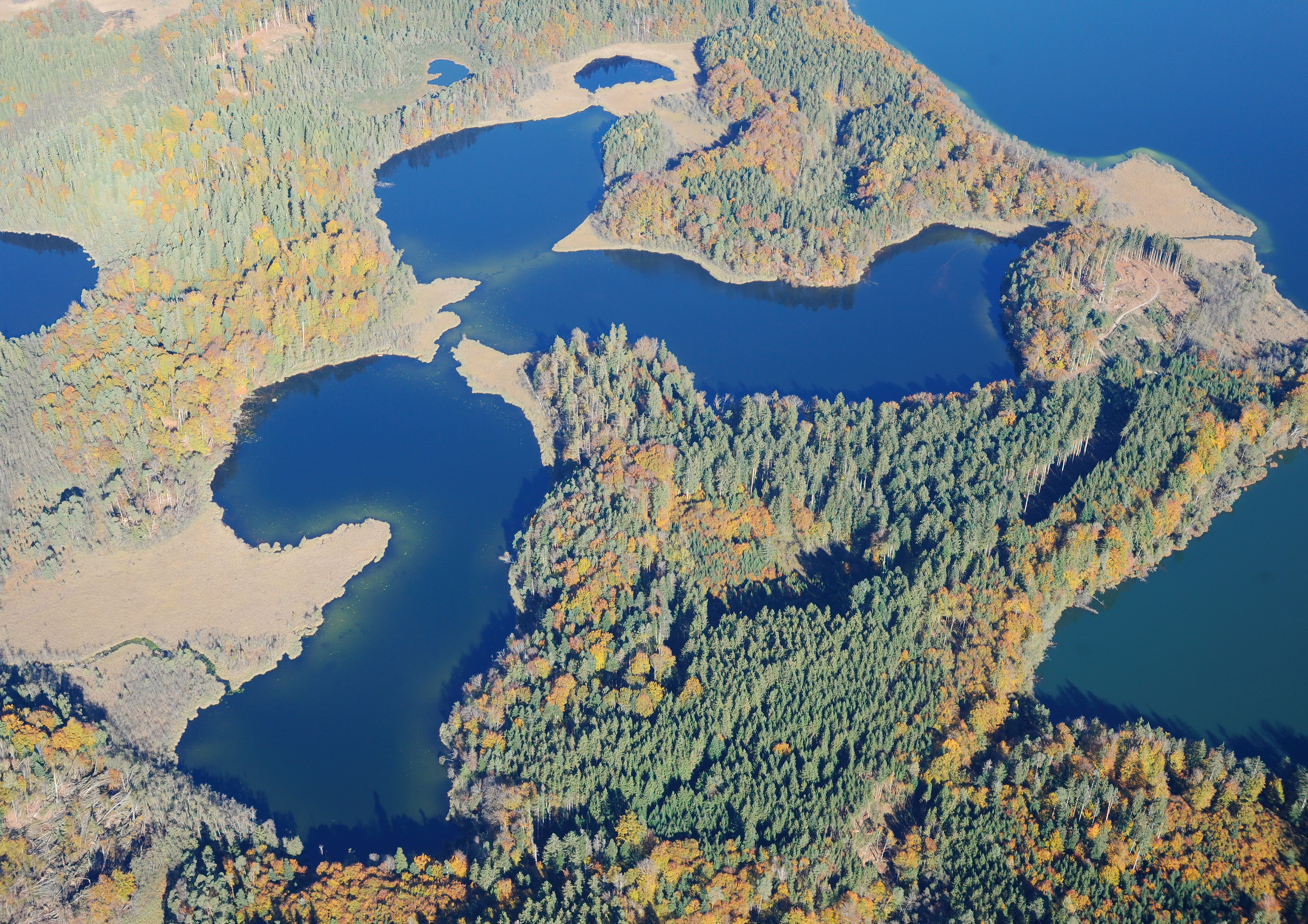
Kautsee
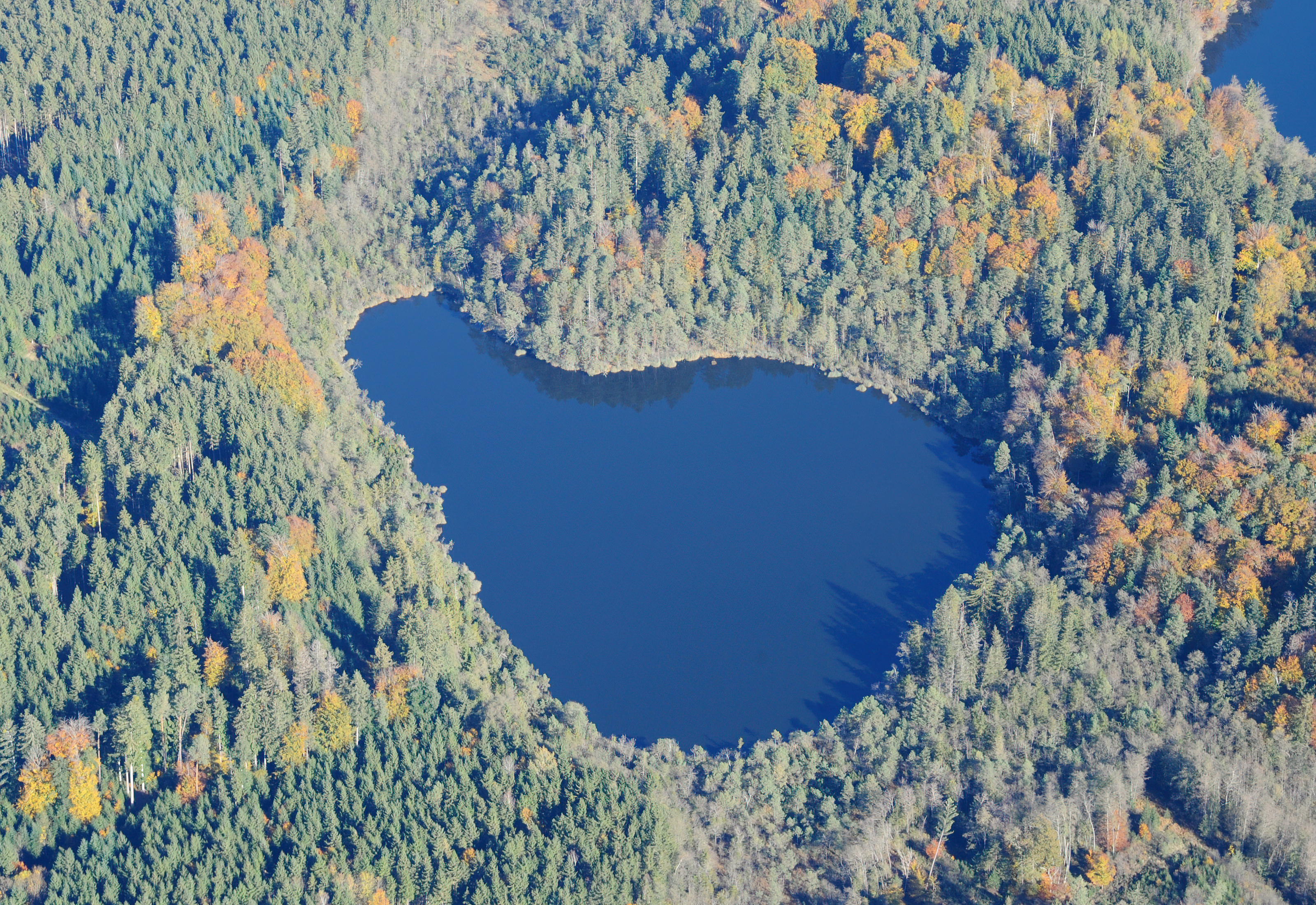
Blassee
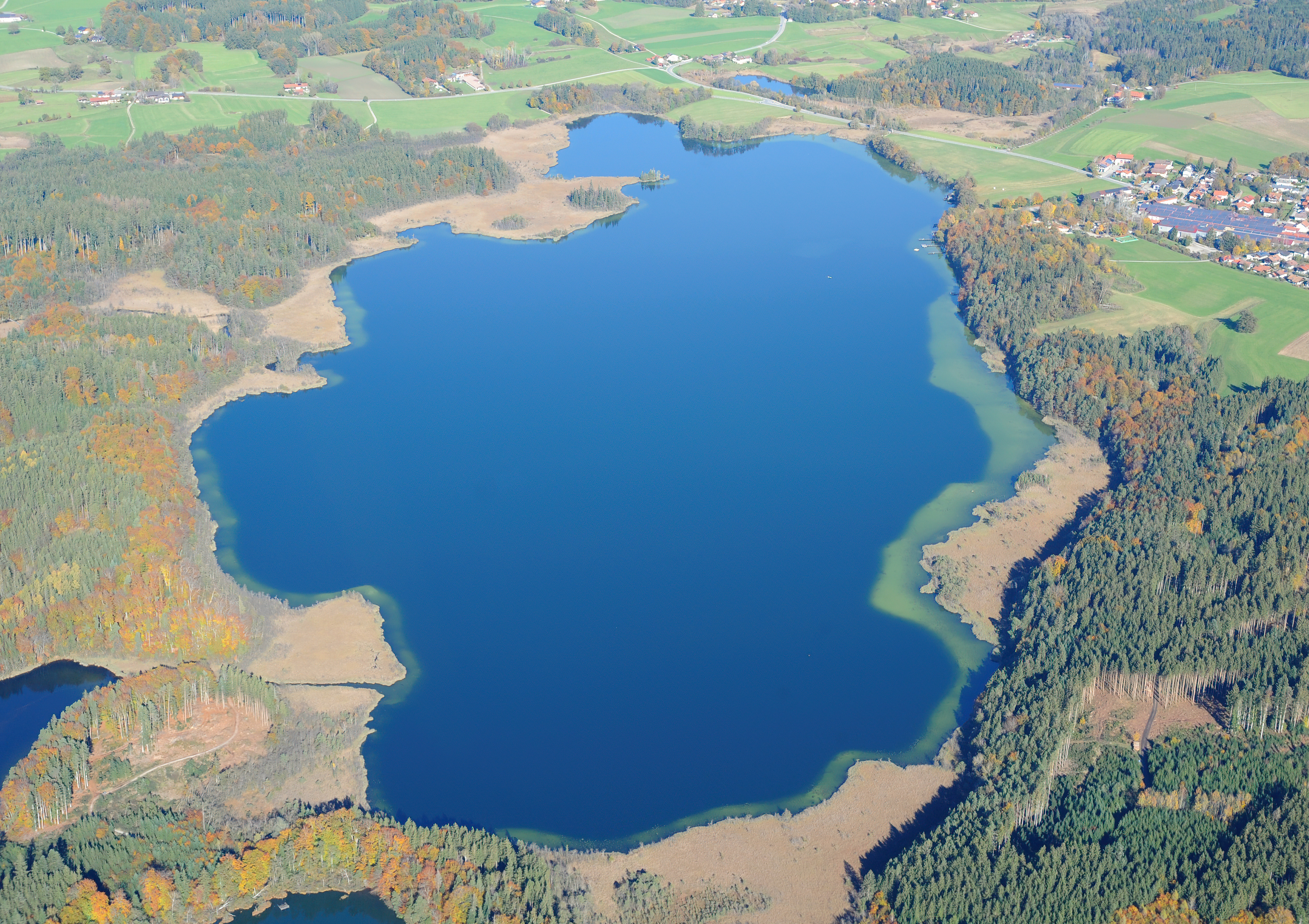
Hartsee
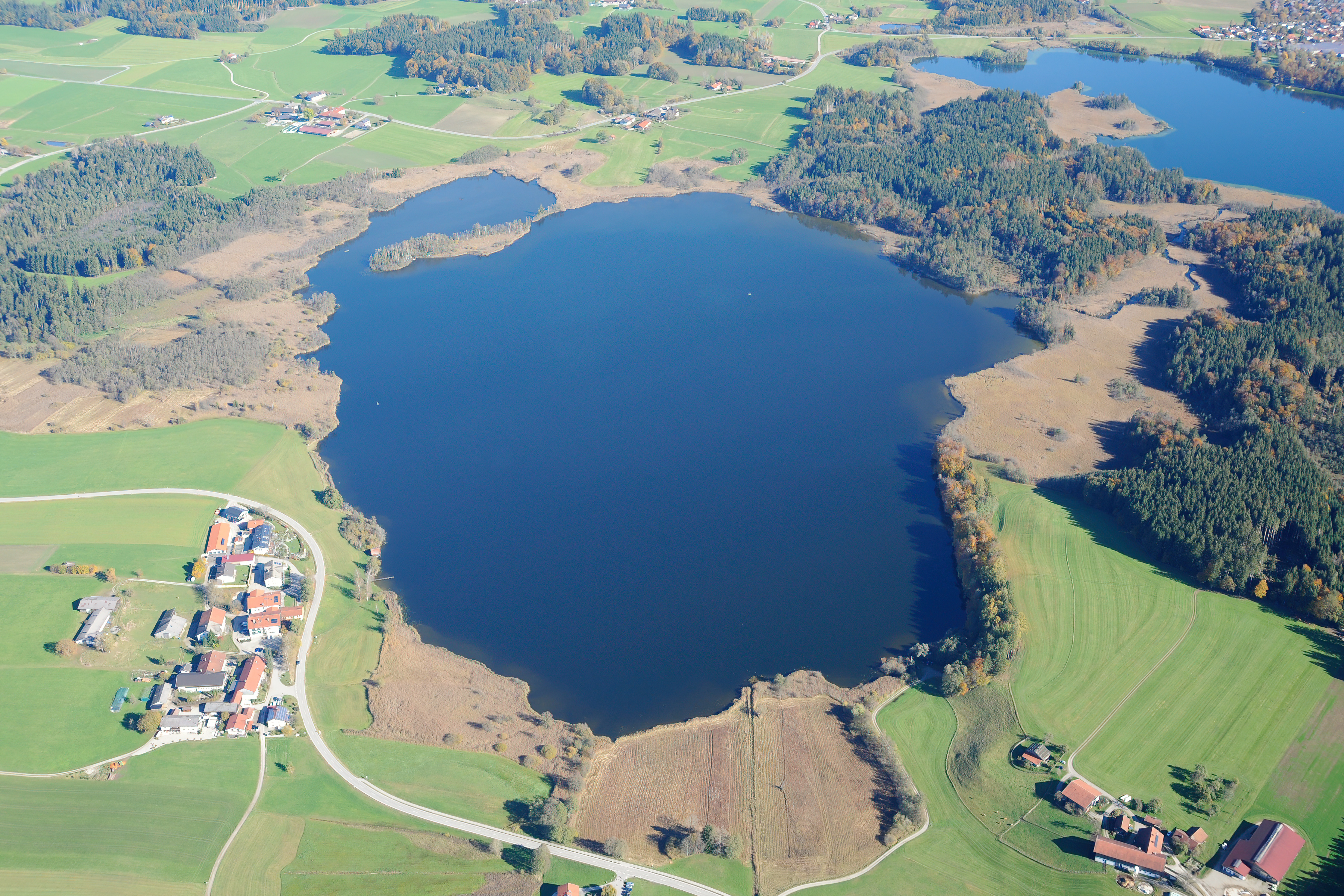
Pelhamer See
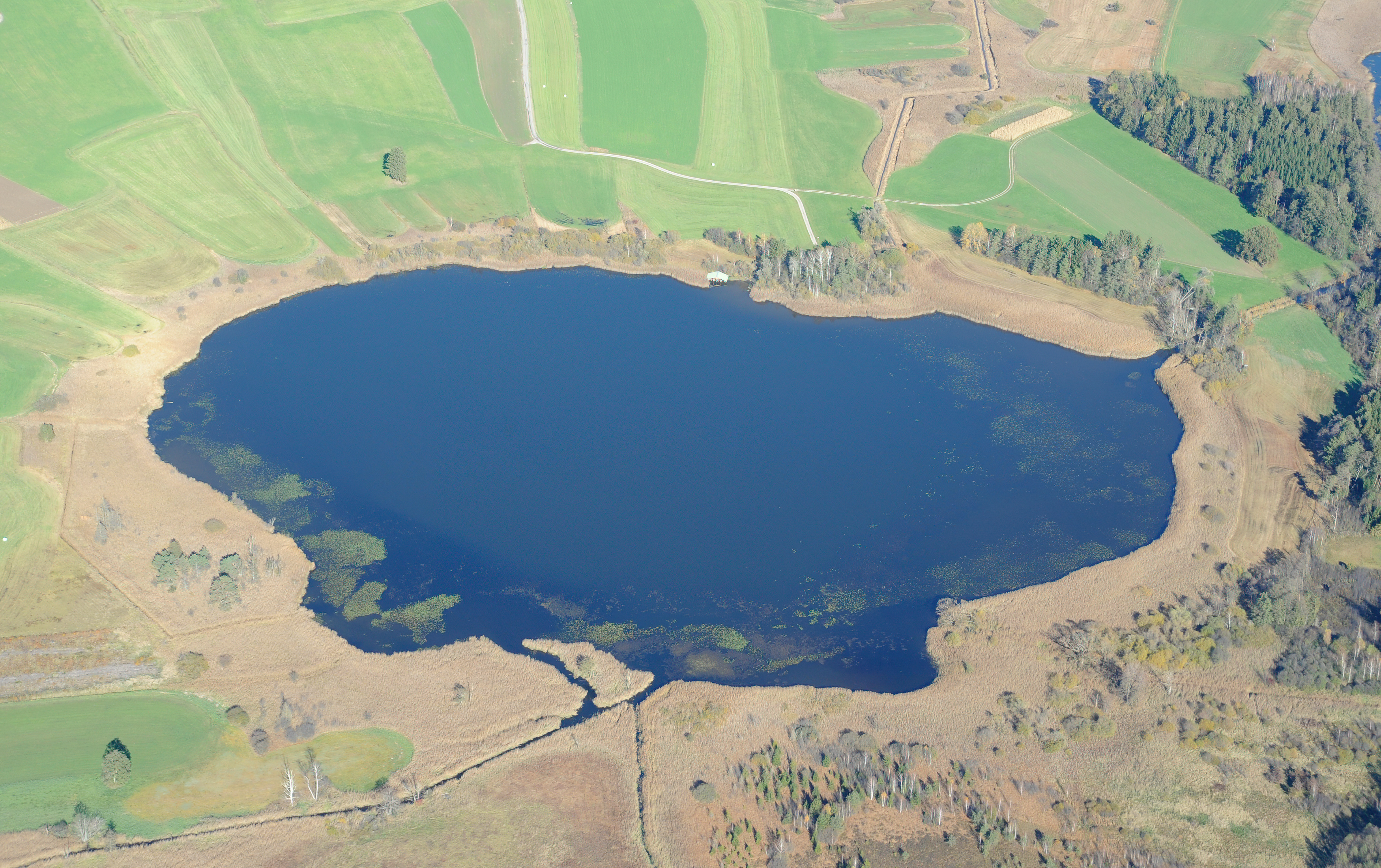
Eschenauer See
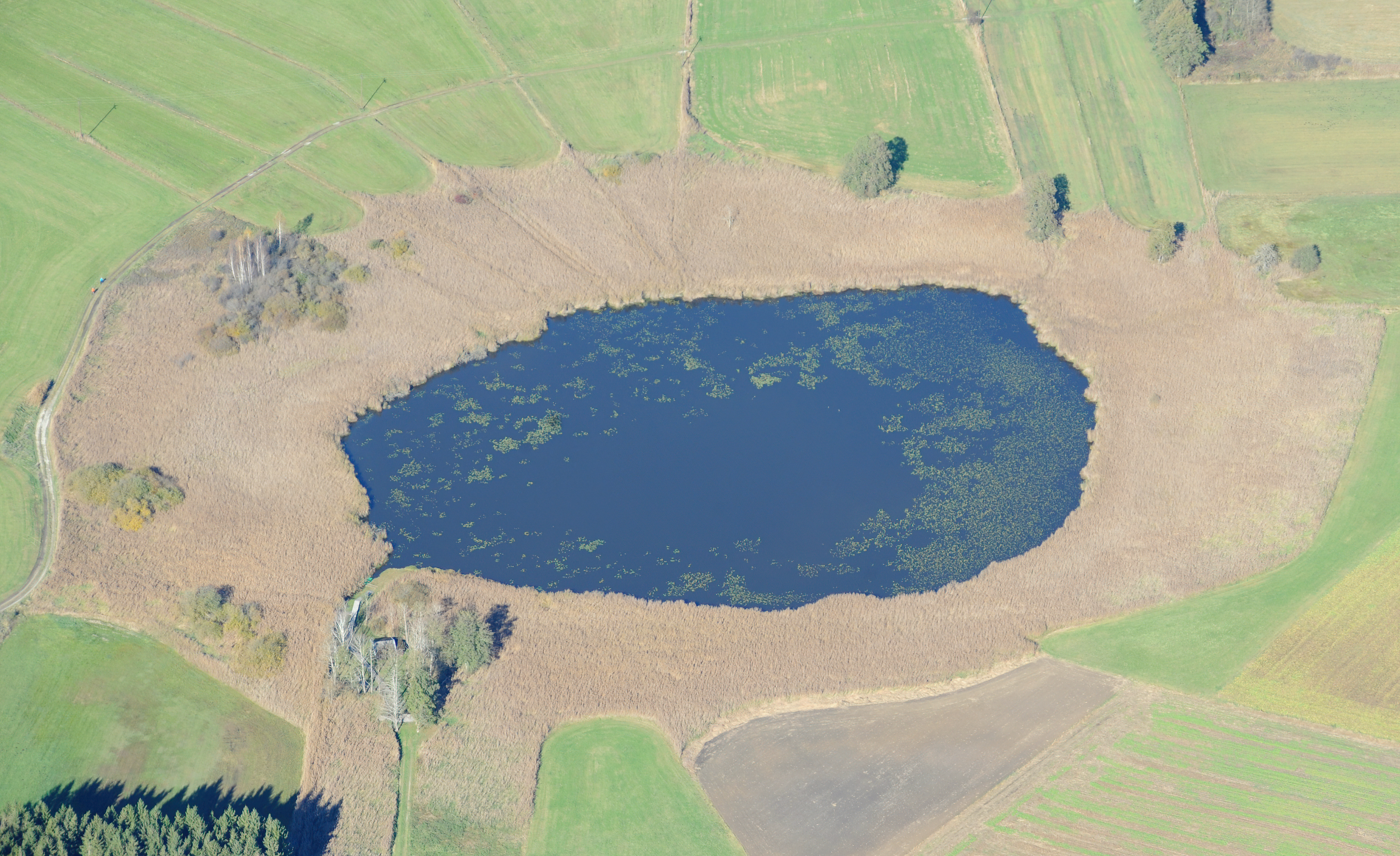
Laubensee
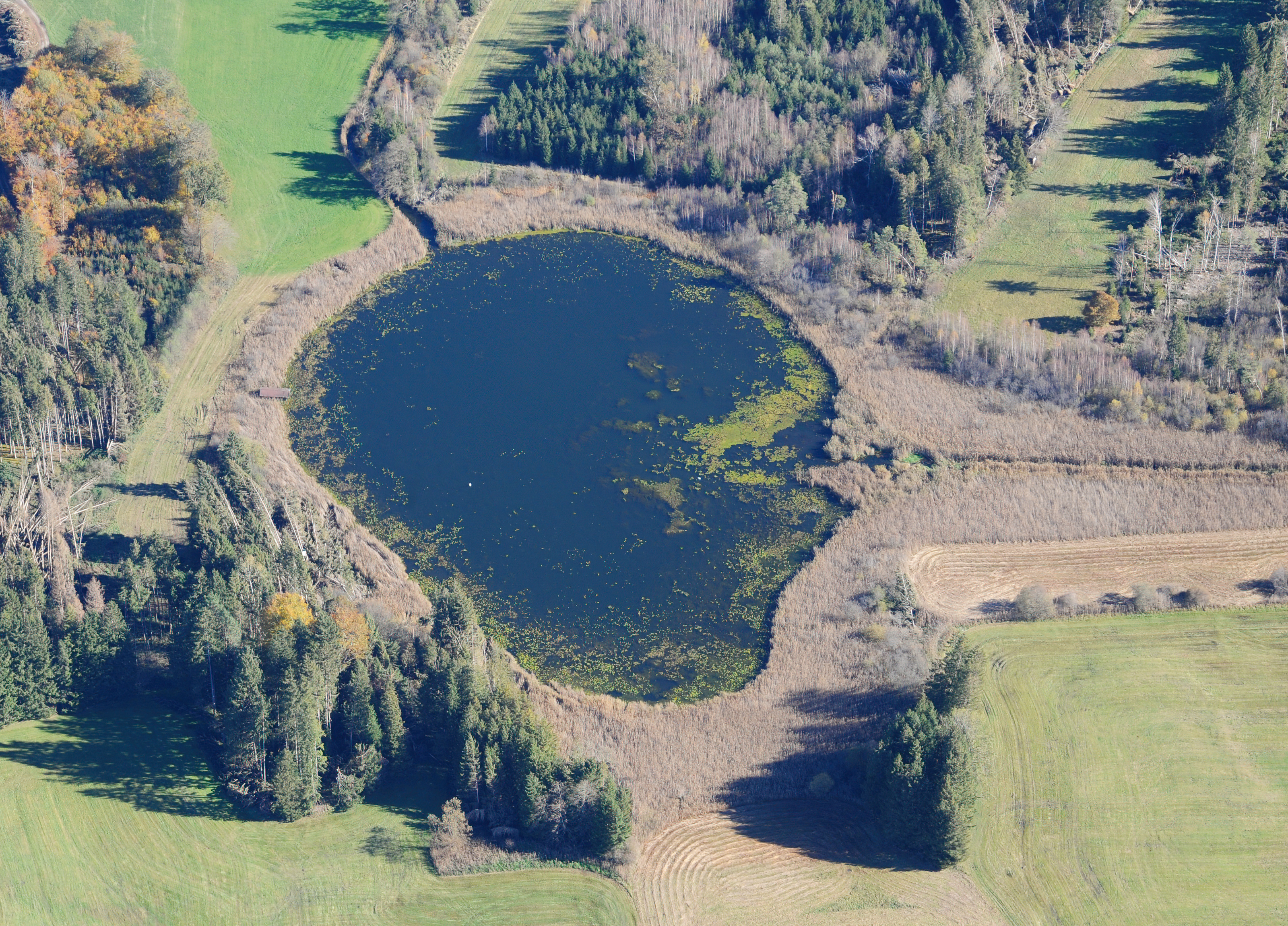
Liensee
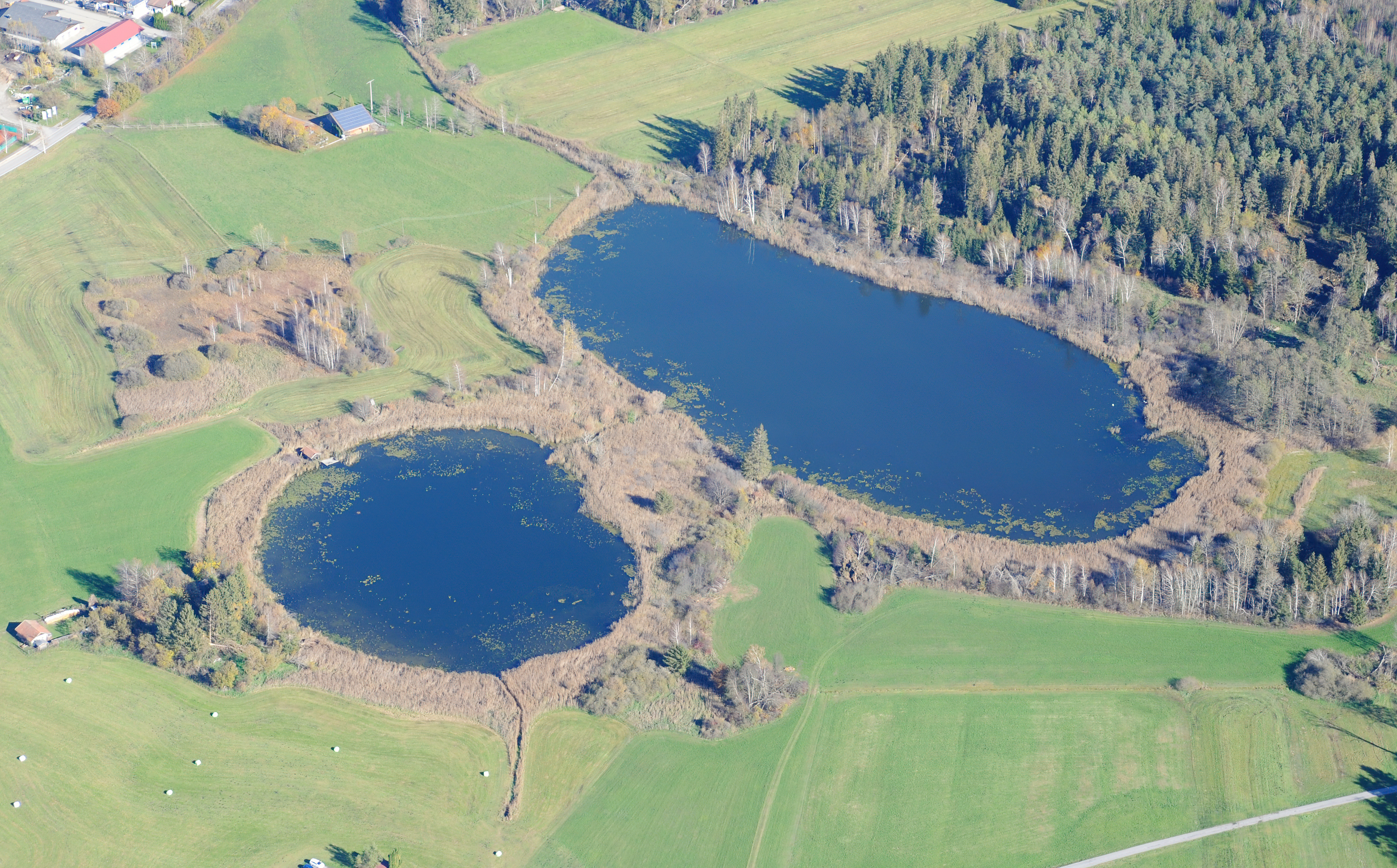
Hofsee (rechts) und Katzensee (links)